# شركة إيفاج
شركة إيفاج (Eiffage SA) هي شركة إنشاءات هندسية مدنية فرنسية، اعتبارًا من 2010 كانت ثالث أكبر شركة من نوعها في فرنسا، وخامس أكبر شركة في أوروبا.

## التاريخ
تأسست الشركة في عام 1992 من خلال عملية اندماج بين العديد من الشركات وهي: Fougerolle (تأسست عام 1844)، Quillery (تأسست عام 1863)، Beugnet (تأسست عام 1871)، وشركة La Société Auxiliaire d'Entreprises Électriques et de Travaux Public ، المعروفة أكثر بـ SAE (وقد تأسست عام 1924).

## المشاريع الكبرى
- نفق المانش، اكتمل في 1994 [12]
- مترو كوبنهاغن، اكتمل في عام 2002 [13]
- جسر ميلو، اكتمل في عام 2004 [14]
- خط السكك الحديدية عالية السرعة TGV Perpignan-Figueres ، اكتمل في عام 2009 [15]
- ملعب بيار موروا، اكتمل في 2012 [16]
- حديقة سيستاس للطاقة الشمسية، اكتملت في عام 2015 [17]
- تم الانتهاء من تحويل فندق Hôtel-Dieu de Lyon في عام 2018 [18]

تشارك شركة إيفاج أيضًا في مشروع خط سكة حديد سريع في بريطانيا وهو High Speed 2 حيث أنها تعمل على الجزء C2 و C3 من المشروع، وتعمل كجزء من المشروع مشتركة مع شركات أخرى، من المقرر أن يكتمل المشروع في عام 2031.

## روابط خارجية
- Eiffage.com - الموقع الرسمي باللغة الإنجليزية